# Melloulèche (délégation)
Melloulèche est une délégation tunisienne dépendant du gouvernorat de Mahdia.
En 2014, elle compte 22 085 habitants dont 10 732 hommes et 11 353 femmes répartis dans 4 766 ménages et 5 874 logements.